# Перьевая метёлка

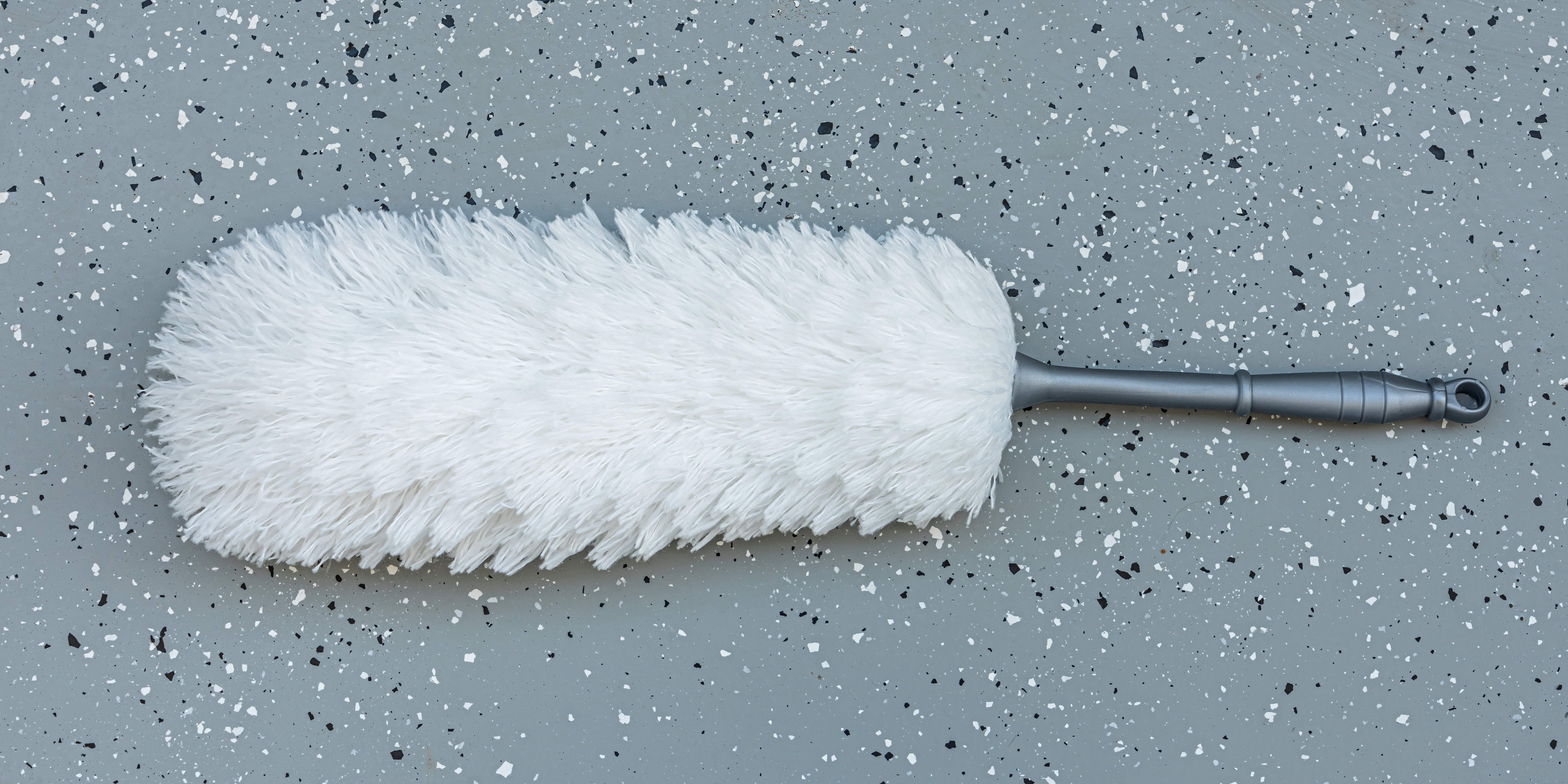
Современная перьевая метёлка

Перьевая метёлка — приспособление для очистки различных поверхностей, в том числе труднодоступных мест, от пыли и грязи. Состоит, как правило, из ручки и прикреплённого к ней пучка перьев какой-либо птицы, чаще всего страуса. Ныне большое распространение имеют метёлки с искусственными перьями, также существуют модели с выдвижными или съёмными ручками. Перьевые метёлки часто используются для очистки разнообразной электроники ввиду своей устойчивости к статическому электричеству.
Считается, что впервые метёлки в виде палочек с привязанными к ним перьями стали использовать в округе Джонс американского штата Айова в начале 1870-х годов. В 1874 году там была основана первая компания по их производству, Hoag Duster Company. В 13 ноября 1874 года заявку на патент метёлки с перьями индейки подала жительница Висконсина Сьюзен Хайббард. Патент был выдан 30 мая 1876 года. Это привело к длительной судебной тяжбе между ней и её супругом Джорджем Хайббардом, оспаривавшим права на изобретение, и лишь в декабре 1881 года апелляционный суд 7-го округа Чикаго признал права Сьюзен на патент.
Метёлки со страусиными перьями были изобретены миссионером и владельцем фабрики Гарри Бекнером из Йоханнесбурга (ЮАР). Первая компания по их производству была открыта Гарри и его братом Джорджем в 1913 году в городе Атол, Массачусетс (США). Позже она переместилась в Болтон в том же штате.